# Alexandre Bure
Alexandre Louis Ernest Bure (Parijs, 19 maart 1845 - aldaar, 11 februari 1882) was een buitenechtelijke zoon van de Franse keizer Napoleon III en Eléonore Vergeot.

## Biografie
Alexandre Bure was de tweede natuurlijke zoon van Eléonore Vergeot en van de latere Franse keizer Napoleon III, na zijn broer Eugène. Bure werd geboren in de tijd dat zijn natuurlijke vader Lodewijk Napoleon Bonaparte in gevangenschap verbleef in het Kasteel van Ham. Zijn wettelijke vader was Pierre Bure.
Hij vervoegde het Franse leger en nam alzo deel ten tijde van het Tweede Franse Keizerrijk van zijn natuurlijke vader Napoleon III aan de Franse interventie in Mexico. Hij trad eind 1869 terug uit het leger. De keizer bezorgde hem een functie als belastingontvanger. De afkondiging van de Derde Franse Republiek in september 1870 maakte hier echter een einde aan.
Samen met de Franse uitvinder Charles Tellier bouwde hij een fabriek, waarin koelmachines werden vervaardigd die dienden op schepen en zo vlees van Zuid-Amerika naar Europa konden vervoeren. Door weerstand uit politieke en industriële hoek zag hij zich evenwel genoodzaakt zich uit het zakenleven terug te trekken.
Alexandre Bure overleed na een ziekte op 36-jarige leeftijd. Hij was tweemaal getrouwd en had een zoon, Georges, die overleed op 4-jarige leeftijd.
- Bibliothèque nationale de France: cb167486149 (data)
- Gemeinsame Normdatei: 1128659840
- International Standard Name Identifier: 0000 0004 5099 8235
- Virtual International Authority File: 316738155
- WorldCat: E39PBJtGVFtth73Gv76vqbjDMP